# 伦夫拉莱斯
伦夫拉莱斯，是西班牙卡斯蒂利亚-莱昂萨拉曼卡省的一个市镇。 总面积70平方公里，总人口2111人（2001年），人口密度30人/平方公里。